# Robin und Marian
Robin und Marian (Originaltitel: Robin and Marian) ist ein US-amerikanischer Abenteuerfilm des Regisseurs Richard Lester aus dem Jahr 1976 mit Sean Connery und Audrey Hepburn in den Titelrollen.

## Handlung
Der alternde Robin Hood ist für König Richard Löwenherz lange nach dem gemeinsamen Kreuzzug immer noch ein treuer und zuverlässiger Kämpfer. Als ihm vom König aufgetragen wird, ein Schloss in Südfrankreich einzunehmen, in dem ein großer Schatz vermutet wird, weigert er sich jedoch, da es nur von einem alten Mann und harmlosen Frauen und Kindern bewohnt werde. Richard ist ein herrischer und unmenschlicher Tyrann, der daraufhin Robins Tod befiehlt. Robin und Little John werden in den Kerker geworfen und Löwenherz wird durch einen Pfeil, geworfen von dem alten Mann, schwer verwundet. Richard befiehlt die Brandschatzung des Schlosses und das Abschlachten der Bewohner – bis auf den alten Mann.
Als Richard sich betrinkt, begnadigt er Robin und Little John, danach stirbt er. Robin und Little John kehren daraufhin zurück nach England. Sie vereinigen sich wieder mit ihren alten Freunden im Sherwood Forest, die dort immer noch von Überfällen leben. Sie erfahren, dass Lady Marian Nonne geworden ist. Robin erfährt, dass sein alter Feind, der Sheriff von Nottingham, Marian unter Arrest gestellt hat. Sie war damit einverstanden, doch Robin befreit sie gegen ihren Willen. Als sie ihn fragt, ob er nicht genug vom Töten habe, beschreibt Robin ihr die Gräueltaten, die sie unter Richards Befehl an der muslimischen Bevölkerung in Palästina angerichtet haben. Dabei wurde teilweise die gesamte Einwohnerschaft von Städten, darunter Frauen und Kinder, abgeschlachtet. Robin offenbart sich Marian als traumatisierter Mann.
Der Sheriff und auch Robin scharen ihre Männer um sich. Doch beide einigen sich auf ein Duell. Robin kann den Sheriff töten, wird bei dem Kampf aber schwer verletzt. Die Männer des Sheriffs greifen an und zerstreuen Robins Truppe. Little John und Marian helfen Robin zurück ins Kloster. Dort spricht er davon, zurückzugehen und sein altes Leben fortzuführen. John steht Wache, während Marian Medizin für Robin vorbereitet. Als dieser seine Beine nicht mehr bewegen kann, ruft er nach Little John, während ihm Marian klarmacht, dass sie ihn vergiftet habe und ihm gleichzeitig ihre grenzenlose Liebe ausspricht.
Robin begreift, dass er niemals wieder derselbe Mann sein wird, niemals einen glorreicheren Tag als den heutigen erleben wird. Marian, die ebenfalls von dem Gift getrunken hat, sagt: „Ich liebe dich. Mehr als alles, was du kennst. Ich liebe dich mehr als Kinder. Mehr als die Felder, die ich mit meinen Händen bearbeitet habe. Ich liebe dich mehr als die Morgengebete oder Frieden oder Nahrung zum Essen. Ich liebe dich mehr als Sonnenlicht, mehr als Fleisch oder Freude oder einen weiteren Tag. Ich liebe dich … mehr als Gott.“ Little John weint und wird von Robin getröstet. Robin nimmt den Bogen und beauftragt John, ihn mit Marian dort zu begraben, wo der Pfeil landet. Er schießt den Pfeil von seinem Totenbett aus durch das offene Fenster hinaus.

## Hintergrund
Das Produktionsstudio Columbia Pictures wollte zunächst Albert Finney als Robin Hood, Sean Connery sollte hingegen Little John spielen. Dieser und Robert Shaw hatten bereits 1963 im Bondfilm James Bond 007 – Liebesgrüße aus Moskau Gegenspieler dargestellt. Der Film, der ursprünglich The Death of Robin Hood (dt.: „Robin Hoods Tod“) heißen sollte, war Audrey Hepburns erste Arbeit nach neun Jahren Familienpause; für ihre sechs Wochen Drehzeit erhielt sie eine Gage von einer Million Dollar.
Die Dreharbeiten fanden in Pamplona und Navarra, Spanien, statt. Das im Film gezeigte Schloss ist das Schloss Villalonso in Zamora.
Der Film spiegelt auf seine Weise den kurz vorher beendeten Vietnamkrieg wider und ist ein Vorläufer in der kritischen Zeichnung irrwitziger Militärführer, die später in populären Filmen wie Apocalypse Now (1979) häufiger vorkam.
Für den Soundtrack beauftragte Richard Lester Michel Legrand. Dieser Soundtrack wurde aber durch die Musik von John Barry ersetzt.

## Kritiken
Roger Ebert von der Chicago Sun-Times meinte im April 1976, dass der Film davor bewahrt worden sei, „sich zu verzetteln“, dank der „darstellerischen Leistungen von Sean Connery und Audrey Hepburn“. Der Einschätzung des Regisseurs und Drehbuchautors zum Trotz „teilen Connery und Hepburn ein stilles Verständnis über sich selbst und ihre Charaktere. Sie strahlen. Sie scheinen wirklich verliebt zu sein“. Der film-dienst fand, Robin und Marian habe „eine ironische Revision des Mantel-und-Degen-Klassikers [versucht], […] aber nicht zu einem überzeugenden Stil [gefunden]“. Der Film sei „ein eher konventionelles Kostümabenteuer mit sentimentalen Zwischentönen“.
„Robin and Marian war kein Erfolg an der Kinokasse und ist doch die ästhetisch, intellektuell und politisch kühnste filmische Umsetzung der Robin-Hood-Legende, die je gedreht wurde“, urteilte Andrew James Johnston in Robin Hood. Geschichte einer Legende. Judith Klinger äußerte sich in Robin Hood. Auf der Suche nach einer Legende: „Verwaschene Grau-, Grün- und Brauntöne ersetzen die satten, funkelnden Farben früherer Kinospektakel. In derart kritischer Sicht zerfällt der Mythos von Robin Hood in ein Konglomerat aus Naivität, fehlgeleitetem Idealismus und Legendenbildung. Wenn dennoch mehr bleibt als bloße Ernüchterung, trägt das Charisma der Hauptdarsteller […] wesentlich dazu bei.“
Auf Rotten Tomatoes hat Robin und Marian eine positive Rate von 74 % (35 Kritiken wurden dafür ausgewertet).

## Synchronisation
Die deutsche Synchronfassung entstand 1976.
| Rolle                  | Darsteller       | Synchronsprecher      |
| ---------------------- | ---------------- | --------------------- |
| Robin Hood             | Sean Connery     | Gert Günther Hoffmann |
| Lady Marian            | Audrey Hepburn   | Judy Winter           |
| Sheriff von Nottingham | Robert Shaw      | Reinhard Glemnitz     |
| Richard Löwenherz      | Richard Harris   | Harald Leipnitz       |
| Little John            | Nicol Williamson | Niels Clausnitzer     |
| Will Scarlett          | Denholm Elliott  | Jürgen Scheller       |
| Sir Ranulf             | Kenneth Haigh    | Erich Ebert           |
| Bruder Tuck            | Ronnie Barker    | Gernot Duda           |
| König Johann Ohneland  | Ian Holm         | Manfred Schott        |
| Mercadier              | Bill Maynard     | Michael Gahr          |
| alter Mann             | Esmond Knight    | Fritz Tillmann        |
| Jack                   | John Barrett     | Benno Hoffmann        |
| Königin Isabella       | Victoria Abril   | Ursula Wolff          |